# Where Broadway Meets the Mountains
Where Broadway Meets the Mountains est un film muet américain réalisé par Allan Dwan et sorti en 1912.

## Synopsis
John Newcomb, un jeune dramaturge, se retire dans les montagnes où il compte achever sa pièce. Il tient, en effet, à l'écrire à l'endroit où l'action se déroule, afin de s'imprègner de la couleur locale…

## Fiche technique
- Réalisation : Allan Dwan
- Date de sortie : États-Unis : 12 février 1912

## Distribution
- J. Warren Kerrigan : John Newcomb
- Pauline Bush : Mary Cutter
- Jack Richardson : Frank Willsden